# David Plunket, 1. Baron Rathmore

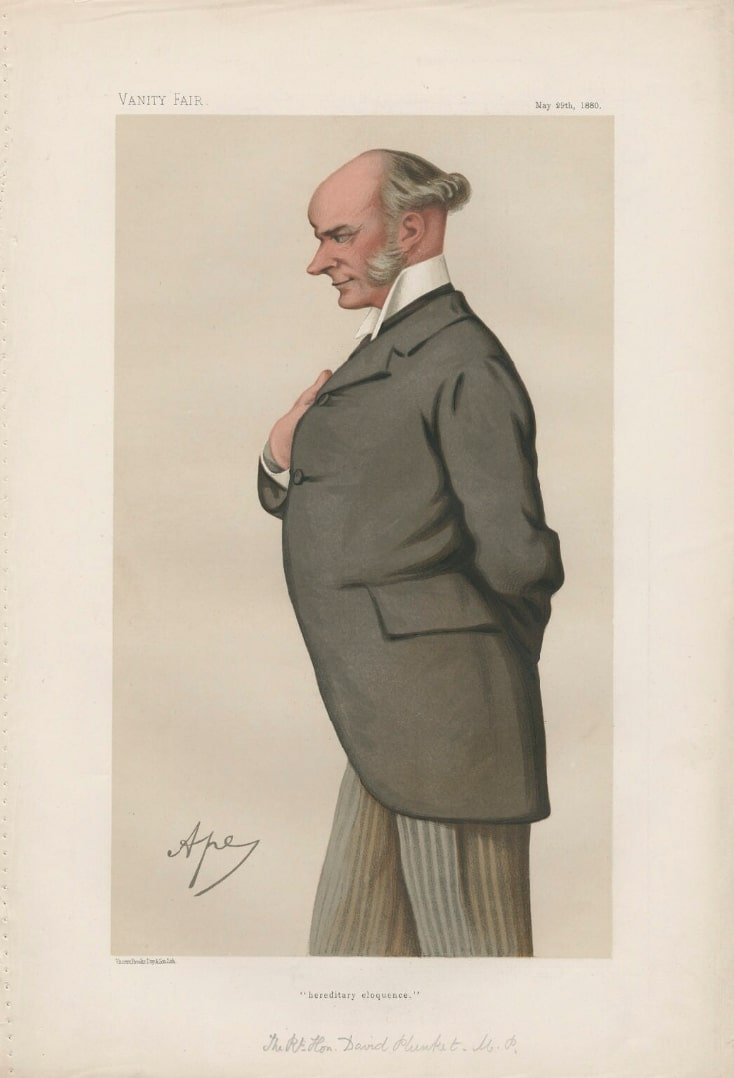
David Plunket, 1. Baron Rathmore (Karikatur im Magazin Vanity Fair vom 29. Mai 1880)

David Robert Plunket, 1. Baron Rathmore QC (* 3. Dezember 1838; † 22. August 1919 in Greenore) war ein irisch-britischer Jurist und Politiker der Conservative Party, der 25 Jahre lang Abgeordneter des House of Commons sowie Paymaster General und First Commissioner of Works war.

## Leben
Plunket war ein Sohn von John Plunket, 3. Baron Plunket und Charlotte Bushe, einer Tochter von Charles Kendal Bushe, der 1822 Oberster Richter Irlands (Lord Chief Justice of Ireland) war.
Nach dem Schulbesuch absolvierte er ein Studium am Trinity College der Universität Dublin, das er mit einem Master of Arts (M.A.) abschloss. Nach seiner anwaltlichen Zulassung an der Anwaltskammer King’s Inn nahm er 1862 eine Tätigkeit als Barrister auf und wurde bereits 1868 Rechtsberater der Regierung Irlands sowie zum Kronanwalt (Queen’s Counsel) ernannt.
Am 14. Februar 1870 wurde Plunket für die Conservative Party erstmals zum Abgeordneten des House of Commons gewählt und vertrat dort über 25 Jahre lang bis zum 13. Juli 1895 den Wahlkreis Dublin University. Bereits kurz nach seiner Wahl wurde er 1875 Solicitor General von Irland und bekleidete dieses Amt bis 1877. Während der Amtszeit von Premierminister Benjamin Disraeli war er 1880 kurzzeitig Generalzahlmeister (Paymaster General).
In der ersten Regierung von Premierminister Robert Gascoyne-Cecil, 3. Marquess of Salisbury übernahm er vom 23. Juni 1885 bis 1. Februar 1886 erstmals das Amt des Ministers für öffentliche Arbeiten (First Commissioner of Works). Am 3. August 1886 berief ihn Premierminister Salisbury erneut zum First Commissioner of Works in dessen zweiter Regierung, der er in dieser Funktion bis zum Ende von Salisburys Amtszeit am 15. August 1892 angehörte.
Nach seinem Ausscheiden aus dem House of Commons wurde Plunket durch ein Letters Patent vom 14. November 1895 als Baron Rathmore, of Shanganagh in the County of Dublin, in den erblichen Adelsstand erhoben und wurde damit bis zu seinem Tod Mitglied des House of Lords. Zum Zeitpunkt seines Todes war er annähernd 50 Jahre lang Mitglied des britischen Parlaments.
Da Plunket unverheiratet und kinderlos blieb, erlosch der Titel des Baron Rathmore mit seinem Tod.